# Чемпионат Литвы по футболу 2000
А Лига 2000 (лит. A Lyga 2000) — 12-й сезон чемпионата Литвы по футболу со времени восстановления независимости Литвы в 1990 году. Он начался 25 марта и закончился 4 ноября 2000 года.
В турнире стартовали 10 клубов, которые сыграли в 4 круга по системе «каждый с каждым». Изменений среди участников чемпионата по сравнению с прошлым сезоном не произошло. «Кареда» переехала из Шяуляя в Каунас.
Чемпион получил право стартовать в первом квалификационном раунде Лиги чемпионов, а клуб, занявший второе место, — в первом отборочном раунде Кубка УЕФА. Клуб, занявший третье место, участвовал в Кубке УЕФА, как обладатель Кубка Литвы. Команда, занявшая четвёртое место, участвовала в Кубке Интертото с первого раунда.

## Турнирная таблица
| М  | Команда    | И  | В  | Н  | П  | Мячи     | ±   | О  | Примечания                                        |
| -- | ---------- | -- | -- | -- | -- | -------- | --- | -- | ------------------------------------------------- |
| 1  | ФБК Каунас | 36 | 26 | 8  | 2  | 115 − 24 | +91 | 86 | 1-й квалификационный раунд Лиги чемпионов 2001/02 |
| 2  | Жальгирис  | 36 | 25 | 8  | 3  | 108 − 28 | +80 | 83 | Предварительный раунд Кубка УЕФА 2001/02          |
| 3  | Атлантас   | 36 | 21 | 4  | 11 | 70 − 45  | +25 | 67 | Предварительный раунд Кубка УЕФА 2001/02          |
| 4  | Экранас    | 36 | 18 | 8  | 10 | 57 − 31  | +26 | 62 | Первый раунд Кубка Интертото 2001                 |
| 5  | Кареда     | 36 | 17 | 9  | 10 | 56 − 49  | +7  | 60 |                                                   |
| 6  | Невежис    | 36 | 11 | 14 | 11 | 31 − 44  | −13 | 47 |                                                   |
| 7  | Дайнава    | 36 | 8  | 9  | 19 | 34 − 66  | −32 | 33 |                                                   |
| 8  | Полония    | 36 | 6  | 7  | 23 | 27 − 82  | −55 | 25 | Стыковые матчи                                    |
| 9  | Инкарас    | 36 | 5  | 6  | 25 | 28 − 95  | −67 | 21 | Стыковые матчи                                    |
| 10 | Банга      | 36 | 3  | 7  | 26 | 19 − 81  | −62 | 16 | Вылет в Первую лигу 2001                          |

И — игры, В — выигрыши, Н — ничьи, П — проигрыши, Мячи — забитые и пропущенные голы, ± — разница голов, О — очки

## Результаты матчей

### Пояснения к таблицам
победа хозяев
 ничья
 победа гостей

## Переходные матчи
| Команда 1 | Итог | Команда 2 | 1-й матч | 2-й матч |
| --------- | ---- | --------- | -------- | -------- |
| Лайсве    | 1:3  | Инкарас   | 0:1      | 1:2      |
| Клявас    | 3:4  | Полония   | 3:3      | 0:1      |